# Jan Talar
Jan Włodzimierz Talar (ur. 17 listopada 1945) – polski lekarz, nauczyciel akademicki i profesor nauk medycznych. Specjalista od rehabilitacji, rehabilitacji medycznej i chirurgii. Pułkownik Wojska Polskiego.

## Życiorys
Absolwent medycyny na Wojskowej Akademii Medycznej im. gen. dyw. Bolesława Szareckiego (1970). 26 czerwca 1986 na Wydziale Lekarskim macierzystej uczelni został doktorem nauk medycznych w zakresie medycyny (specjalność: rehabilitacja medyczna). 24 października 1994 Wojskowy Instytut Medycyny Lotniczej na podstawie pracy pt. Ocena stanu czynnościowego kręgosłupa pilotów wojskowych ze szczególnym uwzględnieniem jego odcinka szyjnego. nadał mu stopień doktora habilitowanego nauk medycznych w zakresie medycyny (specjalność: rehabilitacja medyczna). 12 października 2004 Prezydent Rzeczypospolitej Polskiej Aleksander Kwaśniewski wręczył mu nominację na profesora nauk medycznych.
Dziekan Wydziału Nauk o Zdrowiu Elbląskiej Uczelni Humanistyczno-Ekonomicznej w Elblągu. W latach 1996–2009 wypromował siedemnastu doktorów. Członek Rady Fundacji Na Rzecz Rozwoju Czasopism Naukowych z siedzibą w Warszawie.
6 lipca 2023 został ukarany przez Naczelny Sąd Lekarski zawieszeniem na rok prawa wykonywania zawodu lekarza. Powodem było wprowadzanie w błąd opinii publicznej oraz podważanie zaufania do zawodu lekarza. Wyrok jest nieprawomocny.

## Publikacje
Autor i współautor m.in.
- Śpiączka mózgowa: przypadki kliniczne., Jan W. Talar; [współaut.: Grzegorz Mańko, Jacek Maria Norkowski, Renata Witkowska-Mańko]
- Neurorehabilitacja u progu XXI wieku., red. nauk. Jan Talar
- Urazy pnia mózgu: kompleksowa diagnostyka i terapia., red. nauk. Jan Talar
- Ocena stanu czynnościowego kręgosłupa pilotów wojskowych ze szczególnym uwzględnieniem jego odcinka szyjnego., Jan Włodzimierz Talar
- Śpiączka mózgowa, a tak zwana „śmierć mózgu“. medbook.com.pl, Bydgoszcz 2018, ISBN 978-83-63701-21-5.

## Odznaczenia i ordery
- Krzyż Oficerski Orderu Odrodzenia Polski (2002, za wybitne zasługi dla ochrony zdrowia, za osiągnięcia w działalności na rzecz profilaktyki zdrowotnej)[12].
- Medal „Serce Ziemi” (2014)[4].

## Kontrowersje
Został skazany przez Naczelny Sąd Lekarski zawieszeniem prawa wykonywania zawodu na rok za wprowadzenie w błąd opinii publicznej i podważenie zaufania do zawodu lekarza poprzez głoszenie swoich opinii na temat śmierci mózgu, m.in. przy użyciu słów "śmierć mózgu nie istnieje". 